# 郭璘
郭璘（？—946年），五代十国后唐、后晋将领，邢州人。
郭璘开始在唐明宗李嗣源麾下，升为军校。天福年间，担任奉国指挥使，历任数州刺史。开运年间，改领易州，契丹攻易州，郭璘激励士卒，同甘共苦，敌不能克城。又以州兵击盗贼，多次获利，被朝廷嘉赏，加检校太保。辽太宗对左右说：“我不怕统一天下，却被这个人所阻挠。”杜重威降契丹，契丹派通事耿崇美引诱易州民众，郭璘不能控制，易州城降，郭璘被耿崇美所害。后汉高祖刘知远即位，赠郭璘为太傅。